# 6679 Gurzhij
6679 Gurzhij este un asteroid din centura principală de asteroizi.

## Descriere
6679 Gurzhij este un asteroid din centura principală de asteroizi. A fost descoperit pe 16 octombrie 1969 la Observatorul astrofizic din Crimeea de Liudmila Cernîh. El prezintă o orbită caracterizată de o semiaxă mare de 2,19 ua, o excentricitate de 0,03 și o înclinație de 5,5° în raport cu ecliptica.